# تریشال
تریشال (به لاتین: Trishal) یک منطقهٔ مسکونی در بنگلادش است که در ناحیه میمن‌سینگ واقع شده‌است. تریشال ۳۳۸٫۹۸ کیلومتر مربع مساحت و ۴۱۹٬۳۰۸ نفر جمعیت دارد.